# Bisan-dong, Anyang
Bisan-dong (비산동, 飛山洞) là phường của quận Dongan trong thành phố Anyang, tỉnh Gyeonggi, Hàn Quốc. Nó chính thức được chia thành Bisan-1-dong, Bisan-2-dong và Bisan-3-dong.

## Liên kết
- Bisan-1-dong Lưu trữ ngày 18 tháng 2 năm 2014 tại Wayback Machine (tiếng Hàn)
- Bisan-2-dong (tiếng Hàn)
- Bisan-3-dong (tiếng Hàn)